# Wohn- und Wirtschaftsgebäude Neerstedter Straße 1
Das Wohn- und Wirtschaftsgebäude Neerstedter Straße 1 (Brandshof) in Dötlingen stammt vom Ende des 18. Jahrhunderts.
Aktuell (2023) wird es als Wohnhaus genutzt.
Das Gebäude steht unter Denkmalschutz (siehe auch Liste der Baudenkmale in Dötlingen).

## Geschichte
Das eingeschossige giebelständige Gebäude von 1787 (Inschrift am Giebelbalken) als Zweiständer-Hallenhaus in Fachwerk mit sichtbaren Steinausfachungen sowie mit reetgedecktem Krüppelwalmdach mit Niedersachsengiebel und Uhlenloch wurde zu einem Wohnhaus umgebaut. Rechts davon steht ein etwas jüngerer traufständiger Stallanbau in Backstein mit Satteldach.
Das Landesdenkmalamt befand: „…  geschichtliche Bedeutung … für die Baugeschichte und für die Volkskunde sowie eine städtebauliche Bedeutung …“